# Anne Mortimer
Anne Mortimer (27 décembre 1390 – 22 septembre 1411) est la mère de Richard Plantagenêt, 3e duc d'York, et par lui est la grand-mère des rois d'Angleterre Édouard IV et Richard III.

## Naissance et lignée
Lady Anne naquit le 27 décembre 1390 à New Forest, Westmeath, en Irlande. Elle était l'aînée des filles de Roger Mortimer, 4e comte de March (1373-1398) et d'Aliénor Holland. Elle eut deux frères, Edmond Mortimer, 5e comte de March et Roger, ainsi que deux jeunes sœurs, Éléonore et Alice. Elle était donc la petite-fille de Philippa de Clarence, 5e comtesse d'Ulster, fille de Lionel d'Anvers, 1er duc de Clarence, second fils d'Édouard III d'Angleterre, et par conséquent, représentait la ligne directe Plantagenêt par rapport à son mari ou aux rois Lancastre. C'est à travers elle que Richard Plantagenêt, 3e duc d'York réclama le trône.

## Mariage et descendance
En mai 1406, elle épousa Richard de Conisburgh, 3e comte de Cambridge, qui était également descendant d'Édouard III par un fils plus jeune, Edmond de Langley, 1er duc d'York.
Ils eurent deux enfants :
- Isabelle de Cambridge, comtesse d'Essex (1409 - 2 octobre 1484), mariée à Henry Bourchier, 1er comte d'Essex. Elle eut onze enfants de ce mariage.
- Richard Plantagenêt, 3e duc d'York (21 septembre 1411 - 30 décembre 1460), marié en 1429 à Cécile Neville. Il eut treize enfants de ce mariage.

## Mort
On pense qu'Anne mourut en donnant naissance à son fils Richard Plantagenêt le 21 septembre 1411 ou peu de temps après. Elle fut enterrée à l'église de Kings Langley, dans le Hertfordshire.

## Le complot de Southampton
En 1415, le comte de Cambridge, mari d'Anne, complota avec Henry Scrope, 3e baron Scrope de Masham, afin de destituer Henri V, cousin d'Anne et roi d'Angleterre, et de placer sur le trône le frère d'Anne, Edmond Mortimer, 5e comte de March. Le comte de March était l'héritier présomptif de Richard II. En 1399, Richard fut forcé d'abdiquer en faveur d'Henri IV, et Edmond Mortimer devint alors l'objet central de conspirations afin de faire tomber Henri IV et ses successeurs du trône d'Angleterre. Le complot échoua et le comte de Cambridge fut exécuté en août 1415.

### Sources
- (en) Cet article est partiellement ou en totalité issu de l’article de Wikipédia en anglais intitulé « Anne de Mortimer » (voir la liste des auteurs).